# Wereldbeker veldrijden 2019-2020
De wereldbeker veldrijden 2019-2020 was het 27ste seizoen van het regelmatigheidscriterium in het veldrijden. De wereldbeker werd georganiseerd door de Internationale Wielerunie (UCI) en kan gezien worden als het belangrijkste regelmatigheidscriterium in het veldrijden. Het is tevens de meest internationale. 
De wereldbeker telde in het seizoen 2019-2020 negen crossen, ten opzichte van voorgaand seizoen was de wedstrijd in Pontchâteau vervangen door een cross in Nommay. De meerderheid van de crossen werden georganiseerd in Europa, maar er waren ook twee crossen in de Verenigde Staten. Bij de mannen wist Toon Aerts zijn titel te prolongeren. Bij de vrouwen pakte Annemarie Worst haar eerste eindoverwinning in de wereldbeker.
De wereldbeker bestond uit de volgende categorieën:
- Mannen elite: 23 jaar en ouder
- Vrouwen elite: 17 jaar en ouder
- Mannen beloften: 19 t/m 22 jaar
- Jongens junioren: 17 t/m 18 jaar

Voor de vrouwen onder 23 jaar was geen aparte categorie. Zij namen deel aan de vrouwen elite categorie. Er werd wel een wereldbekerklassement opgemaakt en per wereldbekerwedstrijd een aparte podiumceremonie georganiseerd voor de vrouwen onder 23 jaar.

## Puntenverdeling
De top vijftig van de categorieën mannen en vrouwen elite ontvingen punten aan de hand van de volgende tabel:
| Positie | 1  | 2  | 3  | 4  | 5  | 6  | 7  | 8  | 9  | 10 | 11 | 12 | 13 | 14 | 15 | 16 | 17 | 18 | 19 | 20 | 21 | 22 | 23 | 24 | 25 |
| Punten  | 80 | 70 | 65 | 60 | 55 | 50 | 48 | 46 | 44 | 42 | 40 | 39 | 38 | 37 | 36 | 35 | 34 | 33 | 32 | 31 | 30 | 29 | 28 | 27 | 26 |
|         |    |    |    |    |    |    |    |    |    |    |    |    |    |    |    |    |    |    |    |    |    |    |    |    |    |
| Positie | 26 | 27 | 28 | 29 | 30 | 31 | 32 | 33 | 34 | 35 | 36 | 37 | 38 | 39 | 40 | 41 | 42 | 43 | 44 | 45 | 46 | 47 | 48 | 49 | 50 |
| Punten  | 25 | 24 | 23 | 22 | 21 | 20 | 19 | 18 | 17 | 16 | 15 | 14 | 13 | 12 | 11 | 10 | 9  | 8  | 7  | 6  | 5  | 4  | 3  | 2  | 1  |

De top dertig van de categorieën mannen U23 en mannen junioren ontvingen punten aan de hand van de volgende tabel:
| Positie | 1  | 2  | 3  | 4  | 5  | 6  | 7  | 8  | 9  | 10 | 11 | 12 | 13 | 14 | 15 | 16 | 17 | 18 | 19 | 20 | 21 | 22 | 23 | 24 | 25 | 26 | 27 | 28 | 29 | 30 |
| Punten  | 60 | 50 | 45 | 40 | 35 | 30 | 28 | 26 | 24 | 22 | 20 | 19 | 18 | 17 | 16 | 15 | 14 | 13 | 12 | 11 | 10 | 9  | 8  | 7  | 6  | 5  | 4  | 3  | 2  | 1  |

Voor de categorieën mannen U23 en jongens junioren, werden alleen de beste 4 resultaten per renner in aanmerking genomen voor het wereldbekerklassement.

## Mannen elite

### Kalender en podia
| Datum      | Locatie                              | Eerste               | Tweede         | Derde                  | Leider in het klassement |
| ---------- | ------------------------------------ | -------------------- | -------------- | ---------------------- | ------------------------ |
| 14/09/2019 | Jingle Cross, Iowa City              | Eli Iserbyt          | Toon Aerts     | Daan Soete             | Eli Iserbyt              |
| 22/09/2019 | Wereldbeker Waterloo, Waterloo       | Eli Iserbyt          | Toon Aerts     | Michael Vanthourenhout | Eli Iserbyt              |
| 20/10/2019 | Wereldbeker Bern, Bern               | Eli Iserbyt          | Toon Aerts     | Michael Vanthourenhout | Eli Iserbyt              |
| 16/11/2019 | Cyclocross Tábor, Tábor              | Mathieu van der Poel | Eli Iserbyt    | Lars van der Haar      | Eli Iserbyt              |
| 24/11/2019 | Duinencross, Koksijde                | Mathieu van der Poel | Laurens Sweeck | Toon Aerts             | Eli Iserbyt              |
| 22/12/2019 | Citadelcross, Namen                  | Mathieu van der Poel | Toon Aerts     | Corne van Kessel       | Toon Aerts               |
| 26/12/2019 | GP Eric De Vlaeminck, Heusden-Zolder | Mathieu van der Poel | Laurens Sweeck | Quinten Hermans        | Toon Aerts               |
| 19/01/2020 | Cyclocross Nommay, Nommay            | Eli Iserbyt          | Toon Aerts     | Laurens Sweeck         | Toon Aerts               |
| 26/01/2020 | GP Adrie van der Poel, Hoogerheide   | Mathieu van der Poel | Toon Aerts     | Eli Iserbyt            | Toon Aerts               |

### Eindstand
| Legenda | Legenda | Legenda | Legenda  | Legenda       | Legenda               | Legenda              |
| ------- | ------- | ------- | -------- | ------------- | --------------------- | -------------------- |
| 1e plek | 2e plek | 3e plek | 4 t/m 50 | -geen punten- | niet uitgereden (DNF) | – (niet deelgenomen) |

| Pos. | Renner                 | Team                   | IOW | WAT | BER | TÁB | KOK | NAM | HEU | NOM | HOO | Punten |
| ---- | ---------------------- | ---------------------- | --- | --- | --- | --- | --- | --- | --- | --- | --- | ------ |
| 1    | Toon Aerts             | Telenet-Baloise Lions  | 2   | 2   | 2   | 5   | 3   | 2   | 14  | 2   | 2   | 577    |
| 2    | Eli Iserbyt            | Pauwels Sauzen-Bingoal | 1   | 1   | 1   | 2   | 13  | DNF | 13  | 1   | 3   | 531    |
| 3    | Michael Vanthourenhout | Pauwels Sauzen-Bingoal | 7   | 3   | 3   | 4   | 8   | 7   | 4   | 11  | 4   | 492    |
| 4    | Laurens Sweeck         | Pauwels Sauzen-Bingoal | 5   | 16  | 8   | 9   | 2   | 9   | 2   | 3   | 9   | 473    |
| 5    | Lars van der Haar      | Telenet-Baloise Lions  | 6   | 13  | 6   | 3   | 4   | 6   | 9   | 4   | 6   | 467    |
| 6    | Quinten Hermans        | Telenet-Baloise Lions  | 9   | 6   | 4   | 7   | 5   | 15  | 3   | 7   | 13  | 444    |
| 7    | Corné van Kessel       | Telenet-Baloise Lions  | DNF | 5   | 5   | 6   | 6   | 3   | 6   | 6   | 10  | 417    |
| 8    | Mathieu van der Poel   | Alpecin-Fenix          | –   | –   | –   | 1   | 1   | 1   | 1   | –   | 1   | 400    |
| 9    | Gianni Vermeersch      | Creafin-Fristads       | 4   | 4   | 24  | 12  | 20  | 11  | 5   | 8   | 16  | 393    |
| 10   | Joris Nieuwenhuis      | Team Sunweb            | 26  | 8   | 9   | 11  | 21  | 14  | 8   | 16  | 14  | 340    |

## Vrouwen elite

### Kalender en podia
| Datum      | Locatie                              | Eerste                     | Tweede                     | Derde             | Leidster in het klassement |
| ---------- | ------------------------------------ | -------------------------- | -------------------------- | ----------------- | -------------------------- |
| 14/09/2019 | Jingle Cross, Iowa City              | Maghalie Rochette          | Kateřina Nash              | Clara Honsinger   | Maghalie Rochette          |
| 22/09/2019 | Wereldbeker Waterloo, Waterloo       | Kateřina Nash              | Jolanda Neff               | Evie Richards     | Kateřina Nash              |
| 20/10/2019 | Wereldbeker Bern, Bern               | Annemarie Worst            | Ceylin del Carmen Alvarado | Anna Kay          | Kateřina Nash              |
| 16/11/2019 | Cyclocross Tábor, Tábor              | Annemarie Worst            | Ceylin del Carmen Alvarado | Yara Kastelijn    | Kateřina Nash              |
| 24/11/2019 | Duinencross, Koksijde                | Ceylin del Carmen Alvarado | Lucinda Brand              | Yara Kastelijn    | Kateřina Nash              |
| 22/12/2019 | Citadelcross, Namen                  | Lucinda Brand              | Ceylin del Carmen Alvarado | Annemarie Worst   | Kateřina Nash              |
| 26/12/2019 | GP Eric De Vlaeminck, Heusden-Zolder | Lucinda Brand              | Ceylin del Carmen Alvarado | Annemarie Worst   | Ceylin del Carmen Alvarado |
| 19/01/2020 | Cyclocross Nommay, Nommay            | Annemarie Worst            | Ceylin del Carmen Alvarado | Katherine Compton | Ceylin del Carmen Alvarado |
| 26/01/2020 | GP Adrie van der Poel, Hoogerheide   | Lucinda Brand              | Annemarie Worst            | Sanne Cant        | Annemarie Worst            |

### Eindstand
| Legenda | Legenda | Legenda | Legenda  | Legenda       | Legenda               | Legenda              |
| ------- | ------- | ------- | -------- | ------------- | --------------------- | -------------------- |
| 1e plek | 2e plek | 3e plek | 4 t/m 50 | -geen punten- | niet uitgereden (DNF) | – (niet deelgenomen) |

| Pos. | Renster                    | Team                        | IOW | WAT | BER | TÁB | KOK | NAM | HEU | NOM | HOO | Punten |
| ---- | -------------------------- | --------------------------- | --- | --- | --- | --- | --- | --- | --- | --- | --- | ------ |
| 1    | Annemarie Worst            | 777                         | –   | –   | 1   | 1   | 5   | 3   | 3   | 1   | 2   | 495    |
| 2    | Ceylin del Carmen Alvarado | Alpecin-Fenix               | –   | –   | 2   | 2   | 1   | 2   | 2   | 2   | 6   | 480    |
| 3    | Kateřina Nash              |                             | 2   | 1   | 7   | 18  | 14  | 5   | 15  | 12  | 19  | 430    |
| 4    | Inge van der Heijden       | CCC-Liv                     | 4   | 21  | 21  | 12  | 4   | 14  | 5   | 18  | 9   | 388    |
| 5    | Katherine Compton          | KFC Racing p/b Trek/Knight  | 22  | 19  | 6   | 13  | 11  | 7   | 12  | 3   | 15  | 377    |
| 6    | Maghalie Rochette          | Specialized/Feedback Sports | 1   | 5   | 11  | 16  | –   | 10  | 14  | 11  | 8   | 375    |
| 7    | Lucinda Brand              | Telenet-Baloise Lions       | –   | –   | –   | 4   | 2   | 1   | 1   | –   | 1   | 370    |
| 8    | Anna Kay                   | Experza-Footlogix           | 12  | 14  | 3   | 7   | 12  | 30  | 19  | 19  | 18  | 346    |
| 9    | Caroline Mani              |                             | 8   | 6   | 22  | 14  | 21  | 17  | 27  | 7   | 14  | 335    |
| 10   | Manon Bakker               | Experza-Footlogix           | 13  | 8   | 13  | 17  | 13  | 12  | 33  | 5   | 24  | 333    |

## Mannen beloften

### Kalender en podia
| Datum      | Locatie                              | Eerste           | Tweede          | Derde            | Leider in het klassement |
| ---------- | ------------------------------------ | ---------------- | --------------- | ---------------- | ------------------------ |
| 20/10/2019 | Wereldbeker Bern, Bern               | Kevin Kuhn       | Ryan Kamp       | Loris Rouiller   | Kevin Kuhn               |
| 16/11/2019 | Cyclocross Tábor, Tábor              | Thomas Mein      | Kevin Kuhn      | Antoine Benoist  | Kevin Kuhn               |
| 24/11/2019 | Duinencross, Koksijde                | Niels Vandeputte | Jelle Camps     | Ryan Kamp        | Kevin Kuhn               |
| 22/12/2019 | Citadelcross, Namen                  | Kevin Kuhn       | Ryan Kamp       | Jakob Dorigoni   | Kevin Kuhn               |
| 26/12/2019 | GP Eric De Vlaeminck, Heusden-Zolder | Kevin Kuhn       | Antoine Benoist | Loris Rouiller   | Kevin Kuhn               |
| 19/01/2020 | Cyclocross Nommay, Nommay            | Ryan Kamp        | Kevin Kuhn      | Thomas Mein      | Kevin Kuhn               |
| 26/01/2020 | GP Adrie van der Poel, Hoogerheide   | Ryan Kamp        | Antoine Benoist | Niels Vandeputte | Kevin Kuhn               |

### Eindstand
| Legenda | Legenda | Legenda | Legenda  | Legenda       | Legenda               | Legenda              |
| ------- | ------- | ------- | -------- | ------------- | --------------------- | -------------------- |
| 1e plek | 2e plek | 3e plek | 4 t/m 30 | -geen punten- | niet uitgereden (DNF) | – (niet deelgenomen) |

| Pos. | Renner           | BER  | TÁB  | KOK  | NAM   | HEU   | NOM | HOO   | Punten |
| ---- | ---------------- | ---- | ---- | ---- | ----- | ----- | --- | ----- | ------ |
| 1    | Kevin Kuhn       | 1    | 2    | (5)  | 1     | 1     | (2) | (39)  | 230    |
| 2    | Ryan Kamp        | 2    | (5)  | (3)  | 2     | (DNF) | 1   | 1     | 220    |
| 3    | Antoine Benoist  | 4    | 3    | (11) | (5)   | 2     | (–) | 2     | 185    |
| 4    | Niels Vandeputte | (10) | (–)  | 1    | 7     | 5     | (–) | 3     | 173    |
| 5    | Thomas Mein      | (9)  | 1    | 4    | (DNF) | 7     | 3   | (DNF) | 173    |
| 6    | Loris Rouiller   | 3    | 8    | (–)  | 10    | 3     | (–) | (25)  | 138    |
| 7    | Timo Kielich     | 7    | 13   | 6    | 4     | (28)  | (–) | (20)  | 116    |
| 8    | Jakob Dorigoni   | (–)  | (–)  | (–)  | 3     | 6     | 20  | 7     | 114    |
| 9    | Pim Ronhaar      | (13) | (15) | 8    | 9     | (10)  | 5   | 9     | 109    |
| 10   | Gerben Kuypers   | 6    | 4    | 12   | (13)  | (31)  | 12  | (–)   | 108    |

NB: Alleen de 4 beste resultaten van elke renner worden in aanmerking genomen voor het eindklassement van de wereldbeker (zie tussen haakjes de resultaten die niet zijn meegerekend voor het eindklassement).

## Vrouwen beloften
Hoewel de vrouwen beloften deelnamen aan dezelfde races als de elite-categorie, hadden de vrouwen beloften hun eigen algemeen klassement en per wereldbekerwedstrijd een aparte podiumceremonie.

### Kalender en podia
| Datum      | Locatie                              | Eerste                     | Tweede                   | Derde                    | Leidster in het klassement |
| ---------- | ------------------------------------ | -------------------------- | ------------------------ | ------------------------ | -------------------------- |
| 14/09/2019 | Jingle Cross, Iowa City              | Inge van der Heijden       | Anna Kay                 | Manon Bakker             | Inge van der Heijden       |
| 22/09/2019 | Wereldbeker Waterloo, Waterloo       | Manon Bakker               | Ruby West                | Anna Kay                 | Inge van der Heijden       |
| 20/10/2019 | Wereldbeker Bern, Bern               | Ceylin del Carmen Alvarado | Anna Kay                 | Manon Bakker             | Anna Kay                   |
| 16/11/2019 | Cyclocross Tábor, Tábor              | Ceylin del Carmen Alvarado | Anna Kay                 | Puck Pieterse            | Anna Kay                   |
| 24/11/2019 | Duinencross, Koksijde                | Ceylin del Carmen Alvarado | Inge van der Heijden     | Shirin van Anrooij       | Anna Kay                   |
| 22/12/2019 | Citadelcross, Namen                  | Ceylin del Carmen Alvarado | Marion Norbert-Riberolle | Manon Bakker             | Ceylin del Carmen Alvarado |
| 26/12/2019 | GP Eric De Vlaeminck, Heusden-Zolder | Ceylin del Carmen Alvarado | Inge van der Heijden     | Shirin van Anrooij       | Ceylin del Carmen Alvarado |
| 19/01/2020 | Cyclocross Nommay, Nommay            | Ceylin del Carmen Alvarado | Manon Bakker             | Marion Norbert-Riberolle | Ceylin del Carmen Alvarado |
| 26/01/2020 | GP Adrie van der Poel, Hoogerheide   | Ceylin del Carmen Alvarado | Shirin van Anrooij       | Inge van der Heijden     | Ceylin del Carmen Alvarado |

### Eindstand
De stand van de vrouwen beloften werd opgemaakt aan de hand van de behaalde punten/resultaten in de vrouwen elite categorie. Er werd voor de wereldbekerpunten geen geschoonde ranglijst opgemaakt. De onderstaand vermelde uitslagen, zijn de behaalde uitslagen in de elitewedstrijd. 
| Legenda | Legenda | Legenda | Legenda  | Legenda       | Legenda               | Legenda              |
| ------- | ------- | ------- | -------- | ------------- | --------------------- | -------------------- |
| 1e plek | 2e plek | 3e plek | 4 t/m 50 | -geen punten- | niet uitgereden (DNF) | – (niet deelgenomen) |

| Pos. | Renster                    | Team                              | IOW | WAT | BER | TÁB | KOK | NAM | HEU | NOM | HOO | Punten |
| ---- | -------------------------- | --------------------------------- | --- | --- | --- | --- | --- | --- | --- | --- | --- | ------ |
| 1    | Ceylin del Carmen Alvarado | Alpecin-Fenix                     | –   | –   | 2   | 2   | 1   | 2   | 2   | 2   | 6   | 480    |
| 2    | Inge van der Heijden       | CCC-Liv                           | 4   | 21  | 21  | 12  | 4   | 14  | 5   | 18  | 9   | 388    |
| 3    | Anna Kay                   | Experza Pro CX                    | 12  | 14  | 3   | 7   | 12  | 30  | 19  | 19  | 18  | 346    |
| 4    | Manon Bakker               | Experza Pro CX                    | 13  | 8   | 13  | 17  | 13  | 12  | 33  | 5   | 24  | 333    |
| 5    | Shirin van Anrooij         | Team 185                          | –   | –   | 25  | 10  | 10  | 18  | 8   | –   | 7   | 237    |
| 6    | Marion Norbert-Riberolle   | Experza Pro CX                    | –   | –   | 20  | 15  | 27  | 11  | 20  | 10  | 22  | 233    |
| 7    | Puck Pieterse              | WV Eemland                        | –   | –   | 30  | 9   | 20  | 22  | 13  | –   | 16  | 198    |
| 8    | Ruby West                  | Pivot - Maxxis p/b Stan’s NoTubes | 19  | 12  | –   | –   | –   | 34  | 28  | 37  | 46  | 125    |
| 9    | Francesca Baroni           | Selle Italia Guerciotti           | –   | –   | 34  | –   | –   | 21  | 17  | 16  | 34  | 116    |
| 10   | Marthe Truyen              | Telenet-Baloise Lions             | 27  | 29  | 36  | 38  | 31  | 58  | 43  | 45  | 50  | 108    |

## Jongens junioren

### Kalender en podia
| Datum      | Locatie                              | Eerste      | Tweede           | Derde            | Leider in het klassement |
| ---------- | ------------------------------------ | ----------- | ---------------- | ---------------- | ------------------------ |
| 20/10/2019 | Wereldbeker Bern, Bern               | Thibau Nys  | Jente Michels    | Emiel Verstrynge | Thibau Nys               |
| 16/11/2019 | Cyclocross Tábor, Tábor              | Thibau Nys  | Davide De Pretto | Jan Zatloukal    | Thibau Nys               |
| 24/11/2019 | Duinencross, Koksijde                | Thibau Nys  | Ward Huybs       | Lennert Belmans  | Thibau Nys               |
| 22/12/2019 | Citadelcross, Namen                  | Thibau Nys  | Dario Lillo      | Rémi Lelandais   | Thibau Nys               |
| 26/12/2019 | GP Eric De Vlaeminck, Heusden-Zolder | Thibau Nys  | Dario Lillo      | Lennert Belmans  | Thibau Nys               |
| 19/01/2020 | Cyclocross Nommay, Nommay            | Thibau Nys  | Rémi Lelandais   | Emiel Verstrynge | Thibau Nys               |
| 26/01/2020 | GP Adrie van der Poel, Hoogerheide   | Dario Lillo | Lennert Belmans  | Thibau Nys       | Thibau Nys               |

### Eindstand
| Legenda | Legenda | Legenda | Legenda  | Legenda       | Legenda               | Legenda              |
| ------- | ------- | ------- | -------- | ------------- | --------------------- | -------------------- |
| 1e plek | 2e plek | 3e plek | 4 t/m 30 | -geen punten- | niet uitgereden (DNF) | – (niet deelgenomen) |

| Pos. | Renner           | BER  | TÁB  | KOK  | NAM   | HEU | NOM  | HOO  | Punten |
| ---- | ---------------- | ---- | ---- | ---- | ----- | --- | ---- | ---- | ------ |
| 1    | Thibau Nys       | 1    | 1    | 1    | 1     | (1) | (1)  | (3)  | 240    |
| 2    | Dario Lillo      | (6)  | 4    | (7)  | 2     | 2   | (5)  | 1    | 200    |
| 3    | Lennert Belmans  | (5)  | (11) | 3    | 4     | 3   | (11) | 2    | 180    |
| 4    | Emiel Verstrynge | 3    | (12) | 4    | (19)  | 6   | 3    | (12) | 160    |
| 5    | Rémi Lelandais   | 8    | 6    | (15) | 3     | (–) | 2    | (10) | 151    |
| 6    | Ward Huybs       | (7)  | 5    | 2    | (8)   | 5   | (8)  | 6    | 150    |
| 7    | Tibor del Grosso | (12) | 9    | (9)  | (11)  | 4   | 4    | 5    | 139    |
| 8    | Jente Michels    | 2    | 8    | 5    | (DNF) | 8   | (16) | (11) | 137    |
| 9    | Jan Zatloukal    | 11   | 3    | –    | 10    | (–) | (–)  | 4    | 127    |
| 10   | Hugo Kars        | (22) | (22) | 12   | 9     | 7   | (21) | 8    | 97     |

NB: Alleen de 4 beste resultaten van elke renner werden in aanmerking genomen voor het eindklassement van de wereldbeker (zie tussen haakjes de resultaten die niet waren meegerekend voor het eindklassement).

## Reglementen

### Organisatie eisen
De kandidaten voor het organiseren van een wereldbeker moesten voldoen aan de eisen van de UCI.
Programma
Alle kandidaten moesten een bid indienen met de volgende 4 races:

• Mannen elite

• Vrouwen elite

• Mannen beloften (onder 23)

• Jongens junioren
De UCI bepaalde vervolgens welke races per wereldbeker mochten worden georganiseerd.
Bedrijfsmodel
De UCI vereiste de volgende fee's/services van de lokale organisator:

• Organisatie fee UCI: € 17.500

• Prijzengeld wereldbekerwedstrijd: € 61.415 (bij manches zonder jeugdwedstrijden: € 59.600)

• Deelname toegang voor nationale teams voor mannen beloften en jongens junioren: € 7.000 tot € 13.000

• Betaling tot maximaal 30 hotelovernachtingen (eenpersoonskamers) met halfpension voor UCI vertegenwoordigers en staf

• Betaling van de anti-doping testen
De UCI fee omvatte 60% van de marketing- en sponsorrechten.
De UCI fee omvatte bovendien de volgende UCI services:
 
• TV productie

• Tijdwaarneming

• UCI vrachtwagens, start en finish materiaal, etc.

• Prijzengeld algemeen klassement

• Aanwezigheid van UCI officials en UCI staf
De organisator had het recht op alle inkomsten uit ticketverkoop, neven evenementen en horeca.

### Registratie deadlines deelnemers
In onderstaande tabel staan de registratie deadlines voor het inschrijven van deelnemers.
| Datum     | Datum      | Locatie                              | Categorieën | Categorieën | Categorieën | Categorieën | Registratie opening | Registratie deadline | Inschrijflijst publicatie |
| Datum     | Datum      | Locatie                              | ME          | WE          | MU          | MJ          | Registratie opening | Registratie deadline | Inschrijflijst publicatie |
| --------- | ---------- | ------------------------------------ | ----------- | ----------- | ----------- | ----------- | ------------------- | -------------------- | ------------------------- |
| Zaterdag  | 14/09/2019 | Jingle Cross, Iowa City              | X           | X           |             |             | Do. 05/09/2019      | Ma. 09/09/2019       | Di. 10/09/2019            |
| Zondag    | 22/09/2019 | Wereldbeker Waterloo, Waterloo       | X           | X           |             |             | Do. 05/09/2019      | Ma. 16/09/2019       | Di. 17/09/2019            |
| Zondag    | 20/10/2019 | Wereldbeker Bern, Bern               | X           | X           | X           | X           | Do. 10/10/2019      | Ma. 14/10/2019       | Di. 15/10/2019            |
| Zaterdag  | 16/11/2019 | Cyclocross Tábor, Tábor              | X           | X           | X           | X           | Do. 07/11/2019      | Ma. 11/11/2019       | Di. 12/11/2019            |
| Zondag    | 24/11/2019 | Duinencross, Koksijde                | X           | X           | X           | X           | Do. 14/11/2019      | Ma. 18/11/2019       | Di. 19/11/2019            |
| Zondag    | 22/12/2019 | Citadelcross, Namen                  | X           | X           | X           | X           | Do. 12/12/2019      | Ma. 16/12/2019       | Di. 17/12/2019            |
| Donderdag | 26/12/2019 | GP Eric De Vlaeminck, Heusden-Zolder | X           | X           | X           | X           | Do. 12/12/2019      | Ma. 23/12/2019       | Di. 24/12/2019            |
| Zondag    | 19/01/2020 | Cyclocross Nommay, Nommay            | X           | X           | X           | X           | Do. 09/01/2020      | Ma. 13/01/2020       | Di. 14/01/2020            |
| Zondag    | 26/01/2020 | GP Adrie van der Poel, Hoogerheide   | X           | X           | X           | X           | Do. 16/01/2020      | Ma. 20/01/2020       | Di. 21/01/2020            |

## Prijzengeld
In onderstaande tabel volgt de verdeling van het prijzengeld per categorie.
| Pos.   | Per cross    | Per cross     | Per cross  | Per cross       | Algemeen klassement | Algemeen klassement |
| Pos.   | Mannen elite | Vrouwen elite | Mannen U23 | Mannen junioren | Mannen elite        | Vrouwen elite       |
| ------ | ------------ | ------------- | ---------- | --------------- | ------------------- | ------------------- |
| 1.     | € 5.000      | € 5.000       | € 175      | € 150           | € 30.000            | € 30.000            |
| 2.     | € 3.500      | € 3.500       | € 120      | € 100           | € 20.000            | € 20.000            |
| 3.     | € 3.000      | € 3.000       | € 90       | € 70            | € 16.000            | € 16.000            |
| 4.     | € 2.700      | € 2.700       | € 70       | € 60            | € 14.000            | € 14.000            |
| 5.     | € 2.500      | € 1.400       | € 60       | € 50            | € 12.000            | € 12.000            |
| 6.     | € 2.000      | € 450         | € 50       | € 50            | € 10.000            | € 10.000            |
| 7.     | € 1.800      | € 450         | € 50       | € 50            | € 9.000             | € 9.000             |
| 8.     | € 1.600      | € 450         | € 50       | € 40            | € 8.000             | € 8.000             |
| 9.     | € 1.400      | € 400         | € 50       | € 40            | € 7.000             | € 7.000             |
| 10.    | € 1.200      | € 400         | € 50       | € 40            | € 6.000             | € 6.000             |
| 11.    | € 1.000      | € 300         | € 30       | € 30            | € 5.000             | € 5.000             |
| 12.    | € 900        | € 300         | € 30       | € 30            | € 4.000             | € 4.000             |
| 13.    | € 850        | € 250         | € 30       | € 30            | € 3.000             | € 3.000             |
| 14.    | € 800        | € 250         | € 30       | € 30            | € 3.000             | € 3.000             |
| 15.    | € 750        | € 250         | € 30       | € 30            | € 2.000             | € 2.000             |
| 16.    | € 700        | € 200         | € 20       | –               | € 2.000             | € 2.000             |
| 17.    | € 650        | € 200         | € 20       | –               | € 1.000             | € 1.000             |
| 18.    | € 600        | € 200         | € 20       | –               | € 1.000             | € 1.000             |
| 19.    | € 550        | € 200         | € 20       | –               | € 1.000             | € 1.000             |
| 20.    | € 500        | € 200         | € 20       | –               | € 1.000             | € 1.000             |
| 21-30  | € 450        | –             | –          | –               | –                   | –                   |
| 31-40  | € 300        | –             | –          | –               | –                   | –                   |
| Totaal | € 39.500     | € 20.100      | € 1.015    | € 800           | € 155.000           | € 155.000           |

| Rood gearceerde tekst: verhoging prijzengeld t.o.v. voorgaand seizoen |

NB: bij de wereldbeker van Waterloo ontvingen de vrouwen evenveel prijzengeld als de mannen. Dit op initiatief van de hoofdsponsor Trek.
 Waterloo · 
 Jingle Cross · 
 Bern · 
 Tábor · 
 Duinencross · 
 Citadelcross · 
 GP Eric De Vlaeminck · 
 Nommay · 
 GP Adrie van der Poel
Kampioenschappen:  Wereldkampioenschappen ·
 Europese kampioenschappen ·
 Belgische kampioenschappen ·
 Nederlandse kampioenschappen
Klassementen:  Wereldbeker ·
 Superprestige ·
 DVV Verzekeringen/IJsboerke Trofee ·
 EKZ CrossTour ·
 TOI TOI Cup ·
 Coupe de France ·
 Copa de España ·
 New England Series
Overig:  Ethias Cross ·
 Rectavit Series
Geen UCI-cat.:  Giro d'Italia Ciclocross
1993-1994 · 1994-1995 · 1995-1996 · 1996-1997 · 1997-1998 · 1998-1999 · 1999-2000 · 2000-2001 · 2001-2002 · 2002-2003 · 2003-2004 · 2004-2005 · 2005-2006 · 2006-2007 · 2007-2008 · 2008-2009 · 2009-2010 · 2010-2011 · 2011-2012 · 2012-2013 · 2013-2014 · 2014-2015 · 2015-2016 · 2016-2017 · 2017-2018 · 2018-2019 · 2019-2020 · 2020-2021 · 2021-2022 · 2022-2023 · 2023-2024 · 2024-2025